# Привреда Северне Македоније
Распад СФРЈ 1991. године је лишио Републику Македонију, до тада најзаосталију републику СФРЈ финансијске помоћи. Одсуство инфраструктуре, економске санкције њеном највећем трговинском партнеру СР Југославији и економски ембарго Грчке су кочили приредни раст до 1996. године. Привредном расту је махом допринела страна помоћ.
Успешна приватизација 2000. године је повећала државне резерве на око 700 милиона долара. Ипак, економија доста зависи од увоза енергената попут нафте и природног гаса.

## Историја
За време Османског царства, производња у тадашњем скопском санџаку је била чисто пољопривредна, као и до краја Другог светског рата. Током постојања СФРЈ, Македонија је зависила углавном од помоћи федералног Београда. Осим јединог дотадашњег индустријског центра Скопља, појавили су се нови центри производње, попут Прилепа, Велеса, Куманова и Битоља.
После распада СФРЈ, привреда ове државе је трпела проблеме због недостатка трговинских партнера све до1996. године. Од тада, привреда Републике Македоније бележи сталан привредни раст, који јер успорен светском економском кризом. Међутим, због начина пословања македонских банака, криза није оставила веће негативне последице.
Република Македонија има отворену тржишну економију. Распад СФРЈ 1991. године је лишио Републику Македонију, до тада најзаосталију републику СФРЈ финансијске помоћи. Одсуство инфраструктуре, економске санкције њеном највећем трговинском партнеру СР Југославији и економски ембарго Грчке су кочили привредни раст до 1996. године. Привредном расту је махом допринела страна помоћ.
Успешна приватизација 2000. године је повећала државне резерве на око 700 милиона долара. Ипак, економија доста зависи од увоза енергената попут нафте и природног гаса. Незапосленост је на веома високом нивоу — 34,5% у 2008. години, недостатак квалификоване радне снаге такође је у великој мери разлог спорог развоја. Главни трговински партнери су Србија, Немачка, Грчка и Бугарска.
Земља има мале резерве минерала — бакра, олово-цинка, гвожђа и руде никла. Од индустрија највише се истичу прехрамбена и дуванска индустрија, производња гвожђа и челика. Национална валута је македонски денар: 1 денар = 100 дена.
Народна банка Републике Македоније је централна банка Републике Македоније, основана је 19. октобра 1946. године. Основне функције Народне банке Македоније су да утврђује и спроводи монетарну политику, води политику курса денара, чува девизне резерве и управља њима, издаје новчанице и ковани новац и стара се о функционисању платног промета и финансијског система.

### Пољопривреда
Република Македонија поседује 334.226 ха пољопривредног земљишта, а сматра се да је наводњавано нешто више од 190.000 ха пољопривредног земљишта.
Пољопривредне се површине понајвише користе за узгој култура на ораницама и вртовима (72%), под засадима воћака је 3,6% а под виноградима 6,5% коришћених пољопривредних површина. Оранице се највише користе за узгој житарица (65%), за којима следи узгој поврћа (11,5%) и крмног биља (11,2%). Најчешће узгајана култура житарица била је пшеница, а од индустријског биља сунцокрет.
У воћарству највећи број стабала заузимају стабла јабука, за којима следе шљиве те крушке. У сточарству Републике Македоније доминира овчарство.
Сматра се да је удео пољопривреде у бруто домаћем производу Републике Македоније 2010. године износио 10,6% и тај проценат је у паду од 2004. године. Пољопривредни сектор, укључујући и рибарство и шумарство, запошљава 19% популације.

### Туризам
Туризам у Републици Македонији је релативно развијен и доприноси 1,8% БДП-а у 2008. Између 1997. и 2008. године, промет хотела и ресторана повећан је у просеку за 4,64% годишње. Број страних посетилаца је такође у порасту стално, на пример за 14,6% у 2011. години, посебно из суседних земаља попут Грчке, Србије и Албаније али и земаља западне Европе и Сједињених Држава.
Република Македонија иако нема излаз на море, има туристичке потенцијале, захваљујући планинама и очуваној природи, као и три национална парка. Својеврсна туристичка престоница земље је Охрид, који је под заштитом УНЕСКО. Град је познат по језеру, окружен са неколико плажа и по бројним историјским споменицима. Скопље, политички и економски центар, изгубио је много од свог наслеђа током разорног земљотреса из 1963. године, али и даље има богат туристички садржај. Године 2010. покренут је пројекат Скопље 2014, а састоји се углавном од изградње музеја и владиних зграда, те подизања споменика познатијим историјским личностима из македонске историје.
Град Битољ је познат по својој архитектури из 19. века и многи конзулати су отворени када је град био под Отоманским царством. Такође у Републици Македонији је развијен сеоски туризам, а најпознатија одредишта су Галичник и Брајчино. Катланово је познато по Катлановској бањи, која се налази непосредно северно од села и спада у најважније бање у Републици Македонији.

### Макроекономски показатељи
| БДП                                      | БДП  | БДП   | БДП   | БДП   | БДП   | БДП  | БДП  | БДП  | БДП  | БДП  | БДП   | БДП  | БДП  | БДП  | БДП  | БДП  | БДП  | БДП  | БДП  | БДП  | БДП   | БДП   | БДП   | БДП   | БДП   | БДП   |
| ---------------------------------------- | ---- | ----- | ----- | ----- | ----- | ---- | ---- | ---- | ---- | ---- | ----- | ---- | ---- | ---- | ---- | ---- | ---- | ---- | ---- | ---- | ----- | ----- | ----- | ----- | ----- | ----- |
| година                                   | 1991 | 1992  | 1993  | 1994  | 1995  | 1996 | 1997 | 1998 | 1999 | 2000 | 2001  | 2002 | 2003 | 2004 | 2005 | 2006 | 2007 | 2008 | 2009 | 2010 | 2011  | 2012  | 2013  | 2014  | 2015  | 2016  |
| БДП                                      | 15.5 | 2.3   | 2.5   | 3.3   | 4.4   | 4.4  | 3.7  | 3.5  | 3.6  | 3.5  | 3.4   | 3.7  | 5.0  | 5.9  | 5.7  | 6.9  | 8.6  | 9.1  | 9.7  | 9.1  | 10.1  | 10.7  | 11.4  | 12.2  | 13.0  | 13.8  |
| БДП (ППП)                                | 10.7 | 10.3  | 9.7   | 9.7   | 9.8   | 10.1 | 10.5 | 10.9 | 11.6 | 12.4 | 12.1  | 12.4 | 13.0 | 14.3 | 15.4 | 16.7 | 18.3 | 19.6 | 19.6 | 19.9 | 20.8  | 21.8  | 23.0  | 24.3  | 25.7  | 27.2  |
| раст БДП-а                               | n/a  | -6.6% | -7.5% | -1.8% | -1.1% | 1.2% | 1.3% | 3.3% | 4.3% | 4.5% | -4.5% | 0.8% | 2.8% | 4.6% | 4.3% | 4.9% | 6.1% | 5.0% | 0.9% | 0.7% | 2.9%  | 3.6%  | 4.1%  | 4.0%  | 3.9%  | 3.9%  |
| БДП по становнику (у америчким доларима) | 8115 | 1201  | 1315  | 1734  | 2269  | 2232 | 1883 | 1795 | 1837 | 1785 | 1704  | 1861 | 2489 | 2930 | 2801 | 3387 | 4252 | 4468 | 4749 | 4431 | 4911  | 5228  | 5525  | 5908  | 6290  | 6654  |
| куповна моћ                              | 5617 | 5341  | 5025  | 5013  | 5031  | 5153 | 5298 | 5512 | 5811 | 6182 | 6016  | 6149 | 6443 | 7049 | 7599 | 8225 | 8962 | 9600 | 9584 | 9727 | 10112 | 10608 | 11176 | 11176 | 12430 | 13135 |
| Извор: ММФ                               |      |       |       |       |       |      |      |      |      |      |       |      |      |      |      |      |      |      |      |      |       |       |       |       |       |       |